# تيري أدلينغتون
تيري أدلينغتون (بالإنجليزية: Terry Adlington)‏ هو لاعب كرة قدم بريطاني في مركز حراسة المرمى، ولد في 21 نوفمبر 1935 في Blackwell, Bolsover ‏ في المملكة المتحدة، وتوفي في 10 أبريل 1994. لعب مع دالاس تورنايدو وديربي كاونتي ونادي توركي يونايتد.